# Wolfsgangstraße

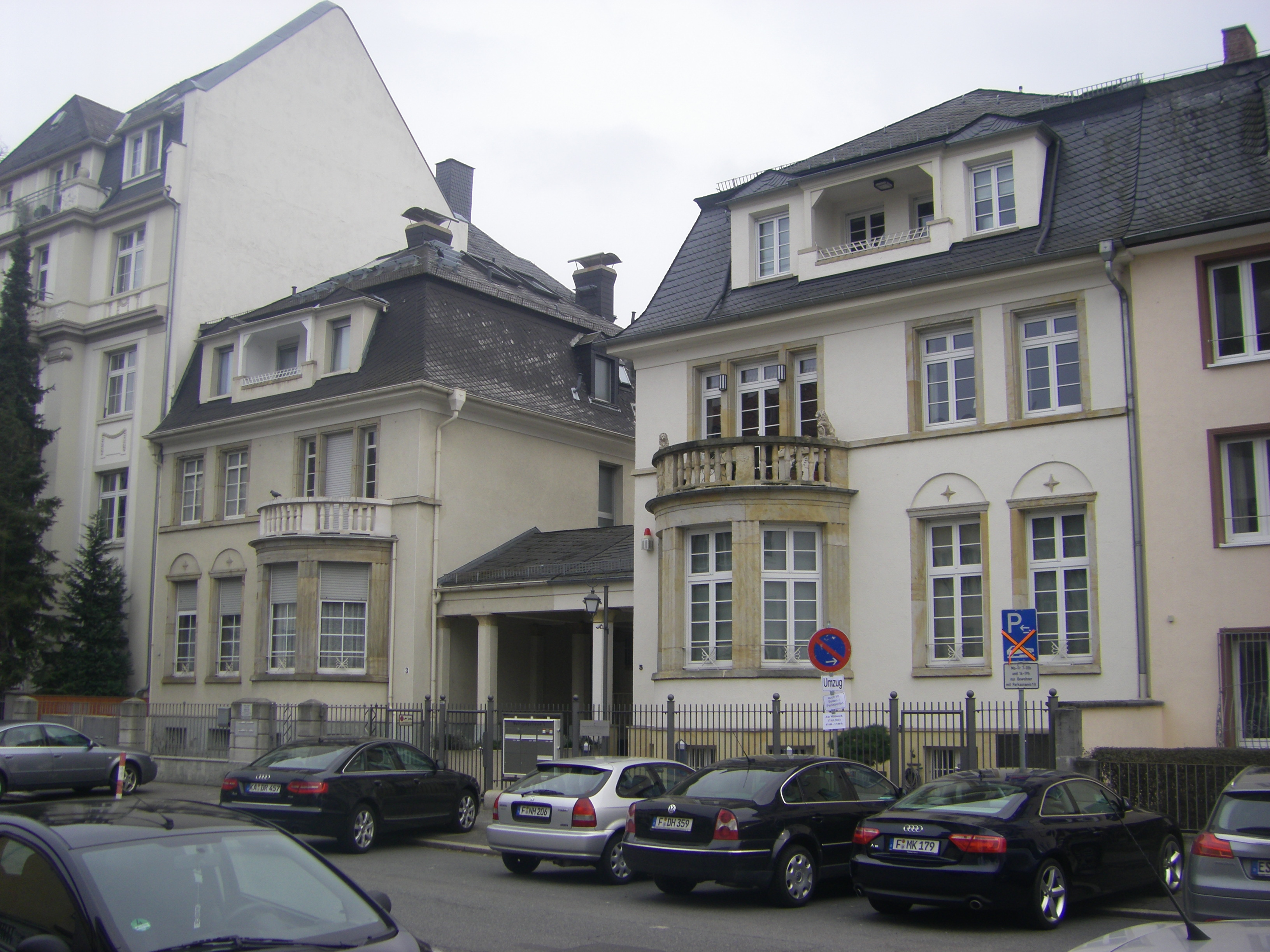
Die 1925 vom Architekturbüro Josef Rindsfüßer & Martin Kühn konzipierte Zwillingsvilla für die Kaufleute F. Reis und M. Moses.

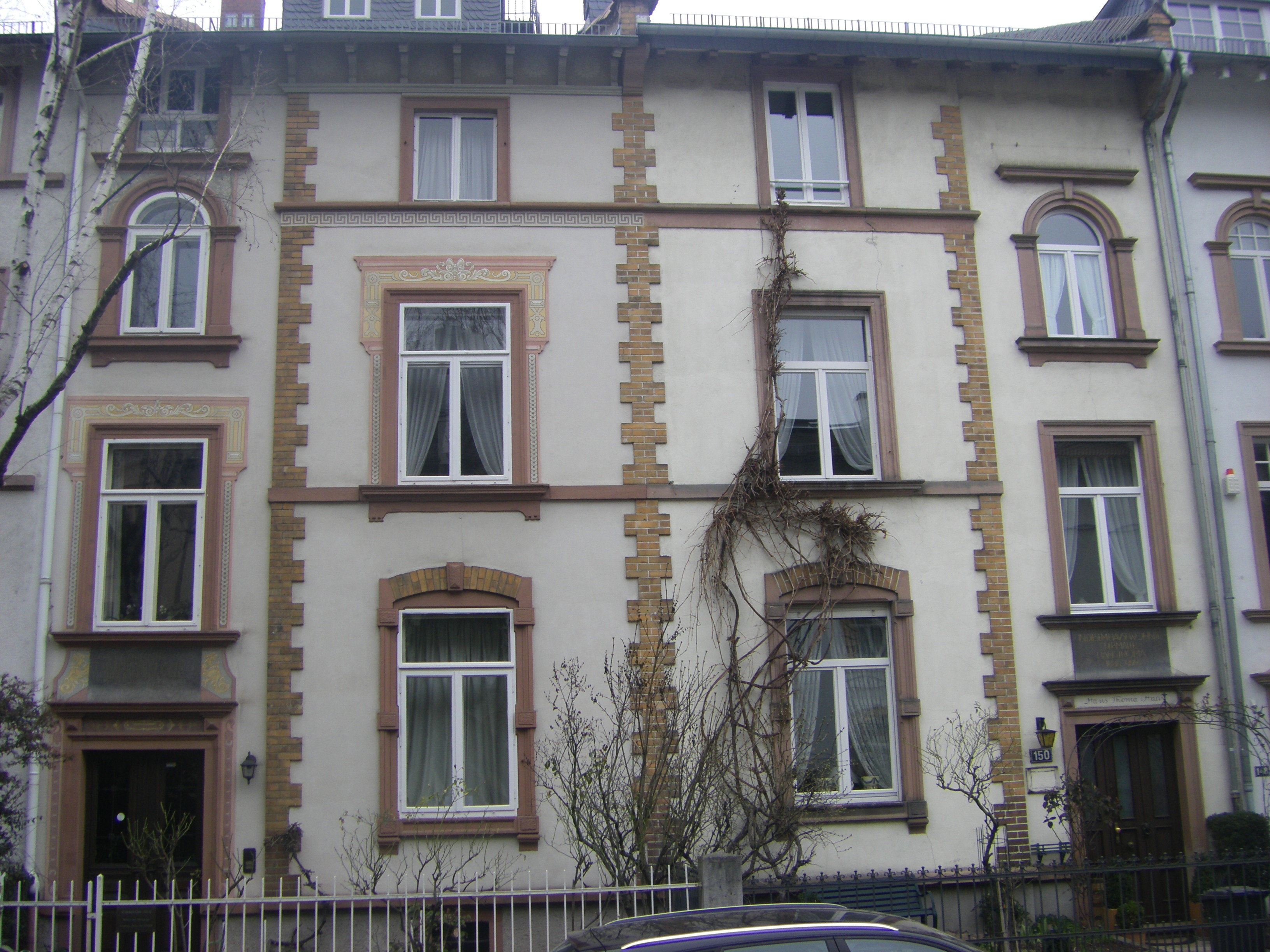
In diesem Doppelhaus lebten nach Fertigstellung die Maler Wilhelm Steinhausen (links) und Hans Thoma (rechts).

Die Wolfsgangstraße ist eine Straße in den Frankfurter Stadtteilen Nordend und Westend.

## Lage
Die Straße beginnt hinter Nummer 95 des Oeder Wegs und verläuft in westlicher Richtung bis zum Grüneburgweg, hinter dessen Nummer 98 sie endet. Die Wolfsgangstraße ist die geografische Fortsetzung der im Osten gelegenen Keplerstraße und wird ihrerseits im Westen durch die Feldbergstraße verlängert.

## Geschichte
Der Straßenname erinnert an eine ehemalige Kapelle des heiligen Wolfgang, zu der ein Weg von der Eschersheimer Landstraße führte. In der Geleitskarte von 1572 ist diese Kapelle noch verzeichnet, in der Plankarte des Frankfurter Gebietes im Maasstab von 1:25000 von A. Ravenstein (1853) ist die Wolfsgangstraße noch als „Weg aus dem Wolfgang“ bezeichnet.
Nach einer anderen Version bezieht sich der Name auf eine Wolfsplage aus dem Jahr 1415, die selbst die Feldschützen davon abhielt, die vor den damaligen Stadttoren gelegenen Weinberge zu betreten.
Die Straße wurde an der Stelle dieses Feldweges angelegt, der zur Kreuzung mit der Feldstraße, dem heutigen Reuterweg führte. Dieser westliche Abschnitt zwischen Eschersheimer Landstraße und Reuterweg im Frankfurter Westend ist ähnlich alt wie der unmittelbar östlich der Eschersheimer Landstraße gelegene Abschnitt im Nordend, der ursprünglich als Sackgasse konzipiert war. In diesem Bereich entstanden in den 1870er Jahren zunächst nur die Häuser mit den Nummern 53 bis 61 auf der Südseite sowie die Nummern 68 (ehemals 72 und inzwischen durch einen Neubau ersetzt) und 70 (ehemals 74) auf der Nordseite. Um 1880 folgte Haus Nummer 66 und im Jahr 1884 das Gebäude Nummer 64 zur Vervollständigung der damaligen Sackgasse. Erst 1911 wurde die Straße innerhalb des Holzhausenviertels über die Hammanstraße hinaus bis zum Oeder Weg verlängert und bis 1935 bebaut.

## Baudenkmäler
Insgesamt sieben neoklassizistische Mietshäuser an der Wolfsgangstraße gehören zu den Baudenkmälern des Frankfurter Nordends. Dabei handelt es sich um die Nummern 21, 35, 39, 41 und 43 auf der Südseite der Straße sowie die Nummern 34 und 56 auf der Nordseite. Sie alle befinden sich im östlichen Abschnitt zwischen Oeder Weg und Eschersheimer Landstraße und entstanden – mit Ausnahme des erst 1923 erbauten Hauses Nummer 21 – in den Jahren 1912/13.
Im Bereich des Westends setzt sich die Reihe der Kulturdenkmäler fort. Hier stehen die Hausnummern 83, 84, 85, 87, 89, 92, 94/96/98, 100, 150 und 152 unter Denkmalschutz.

## Berühmte Anwohner
Der im Frankfurter Westend gelegene Abschnitt war Wohnort einiger bekannter Künstler. Im Haus Nummer 116 lebte die Schriftstellerin Mile Braach (1898–1998), Tochter des Lederfabrikanten Otto Hirschfeld. In Nummer 122 lebte der Journalist und Schriftsteller Alfons Paquet (1881–1944) mit seiner Frau Marie Paquet-Steinhausen (1881–1958). Die Tochter des Malers Wilhelm Steinhausen (1846–1924), die sich ebenfalls der Malerei widmete, war bereits in dieser Straße aufgewachsen, an deren Ende ihr Vater 1886 einen Neubau unter Nummer 152 bezog, in dem er bis zu seinem Tode das heutige Steinhausen-Haus bewohnte. Im Nachbarhaus mit der Nummer 150 residierte der Maler Hans Thoma (1839–1924), ein enger Freund der Familie Steinhausen, von 1886 bis 1899.